# Lillian Leighton

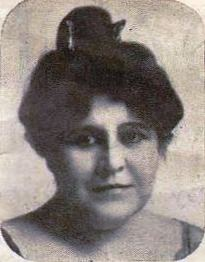
Leighton en diciembre de 1915

Lillianne Brown Leighton (17 de mayo de 1874 – 19 de marzo de 1956), conocida principalmente por su nombre artístico Lillian Leighton, fue una actriz estadounidense que trabajo durante la era del 
cine mudo. Leighton inició su carrera en Chicago. Consiguió su primer contrato en 1910 y llegó a hacer un total de 200 películas hasta su retiro en 1940. Leighton murió en Woodland Hills, Los Ángeles el 19 de marzo de 1956 a los 81 años.

## Filmografía
| Año  | Título                      | Papel                            | Notas                               |
| ---- | --------------------------- | -------------------------------- | ----------------------------------- |
| 1910 | The Wonderful Wizard of Oz  | Union Enforcer                   | Indeterminado                       |
| 1911 | Brown of Harvard            | Mrs. Kenyon                      |                                     |
| 1913 | Truth in the Wilderness     |                                  |                                     |
| 1916 | The Grasp of Greed          |                                  |                                     |
| 1917 | Joan the Woman              | Isambeau                         |                                     |
| 1917 | Castles for Two             | Brian's Sister                   |                                     |
| 1917 | The Little American         | Angela's Great Aunt              | Sin acreditar                       |
| 1917 | The Devil-Stone             |                                  |                                     |
| 1918 | Old Wives for New           | Maid                             |                                     |
| 1918 | The Married Virgin          | Anne Mullins, the Maid           | Título alternativo: Frivolous Wives |
| 1918 | Till I Come Back to You     | Margot                           |                                     |
| 1919 | Poor Relations              | Ma Perkins                       |                                     |
| 1919 | A Girl Named Mary           | Hannah                           |                                     |
| 1920 | The Dancin' Fool            | Ma Budd                          |                                     |
| 1920 | Thou Art the Man            | Cook                             |                                     |
| 1920 | The Week-End                | Mrs. James Corbin                |                                     |
| 1920 | The Jack-Knife Man          | Widow Potter                     |                                     |
| 1920 | Held by the Enemy           | Clarissa                         |                                     |
| 1921 | Midsummer Madness           | Caretaker's Wife                 |                                     |
| 1921 | Peck's Bad Boy              | Mrs. George W. Peck - Henry's Ma |                                     |
| 1921 | Crazy to Marry              | Sarah De Morgan                  | Alternate title: Three Miles Out    |
| 1921 | Love Never Dies             | Mrs. Cavanaugh                   |                                     |
| 1921 | Under the Lash              | Tant Anna Vanderberg             | Título alternativo: The Shulamite   |
| 1922 | Saturday Night              | Mrs. Ferguson                    |                                     |
| 1923 | The Eternal Three           | Housekeeper                      |                                     |
| 1923 | Ruggles of Red Gap          | Ma Pettengil                     |                                     |
| 1923 | The Call of the Canyon      | Mrs. Hutter                      |                                     |
| 1924 | Code of the Sea             | Mrs. McDow                       |                                     |
| 1924 | The Mine with the Iron Door |                                  |                                     |
| 1926 | Torrent                     | Mrs. Ferguson                    |                                     |
| 1926 | Be Your Age                 | Mrs. Schwartzkopple              |                                     |
| 1933 | The Man from Monterey       | Juanita                          |                                     |
| 1933 | Secret Sinners              | Mrs. Simmons                     |                                     |